# Mutandasee
Der Mutandasee (Swahili Ziwa Mutanda, englisch Lake Mutanda) liegt im Distrikt Kisoro im Südwesten Ugandas und nahe dem Dreiländereck mit Ruanda und der Demokratischen Republik Kongo.

## Geographie

### Lage und Topographie
Der Mutandasee befindet sich im Südwesten Ugandas, innerhalb des Distrikts Kisoro. Er weist mehrere Inseln auf, hat eine Gesamtfläche von etwa 29 km² und liegt auf einer Höhe von 1792 m. Östlich des Sees liegt der kleinere Mulehesee. Vom Mutandasee aus sind die südwestlich gelegenen Virunga-Vulkane deutlich sichtbar, darunter der Muhabura (4127 m), Gahinga (3474 m) und Sabinyo (3645 m). Dort befindet sich auch der Mgahinga-Gorilla-Nationalpark und die Grenze zu Ruanda. Ein Stück nördlich des Sees liegt zudem der Bwindi Impenetrable National Park. Die nächstgelegene Stadt ist die Distrikthauptstadt Kisoro südöstlich des Sees. Der Mutandasee liegt in einer Senke mit hügeliger Umgebung. Die Region ist Teil des Ostafrikanischen Grabenbruchs.

### Klima
Das Gebiet liegt nur etwa 150 km südlich des Äquators und weist daher über das Jahr nur geringe Temperaturschwankungen auf von 16,8 °C im Juli bis 17,5 °C im Februar. Die Temperaturen sind wegen der Höhenlage kühler als in typischen tropischen Regenwaldklimaten. Die Niederschlagsmengen sind bis auf den Juli ganzjährig hoch, insbesondere während der zweimal jährlich auftretenden Regenzeiten.

## Hydrologie
Die Wassertemperatur des Mutandasees liegt bei etwa 20 °C. Der Mutandasee fließt über den Rutshuru nach Nordwesten bis in die Demokratische Republik Kongo ab, welcher in den Eduardsee mündet. Zu den Zuflüssen des Sees zählt der etwa zwei Kilometer lange Fluss Mucha, der vom östlich gelegenen Mulehesee abfließt. Ein weiterer Zufluss kommt vom Bunyonyi-See in einem Bogen von Norden über den Ruhezamyenda und anschließend Kaku.

## Wirtschaft und Ökologie
Das Gebiet um den Mutandasee weist für die Landwirtschaft günstige klimatische Bedingungen sowie fruchtbare vulkanische Böden auf und der See wird zum Fischen genutzt. Durch den starken Bevölkerungswachstum kommt es jedoch zur Überfischung und auch die Landwirtschaft wirkt sich über Insektizide und Herbizide negativ auf die Ökologie des Sees aus (Eutrophierung). Die Mehrheit der
Bevölkerung lebt von Subsistenzwirtschaft. Der ursprüngliche Regenwald ist weitestgehend für den Brennholzbedarf und die kleinen, aber zahlreichen Landwirtschaftsflächen verschwunden. Wieder aufgeforstet wird meist mit Eukalypten.

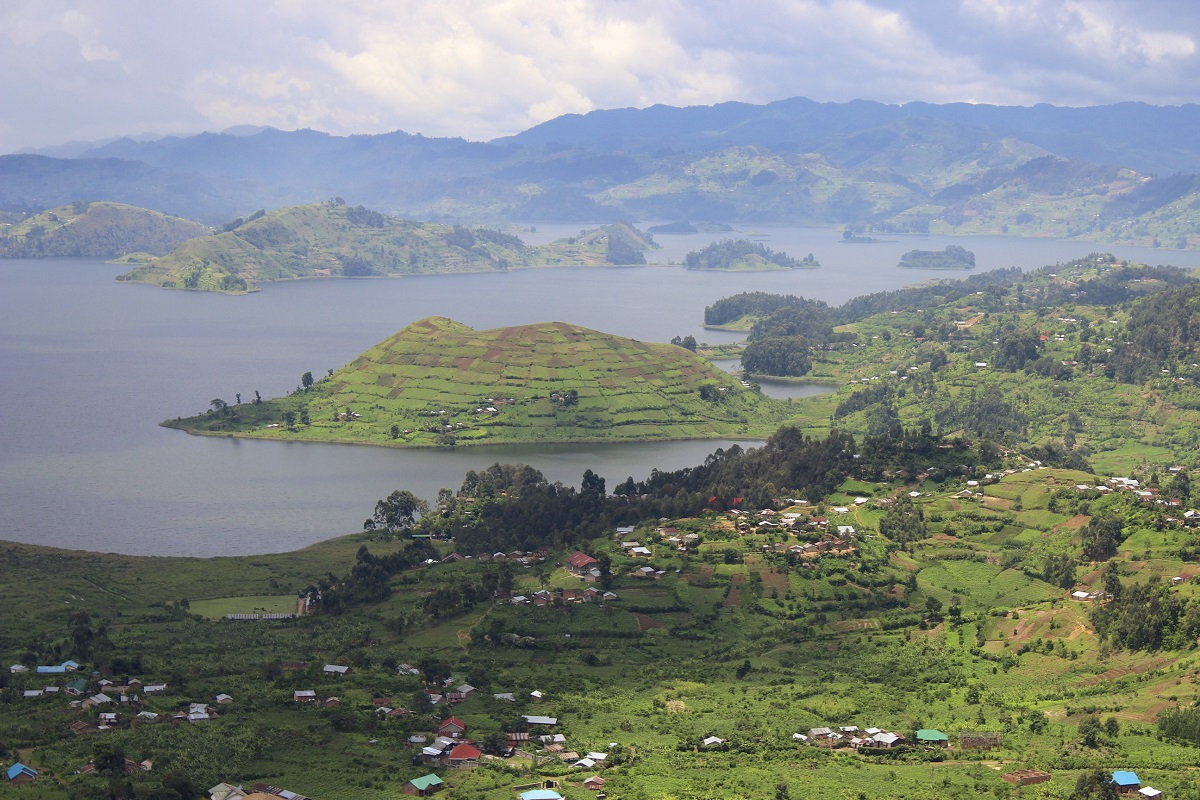
Landwirtschaftsflächen rund um den See
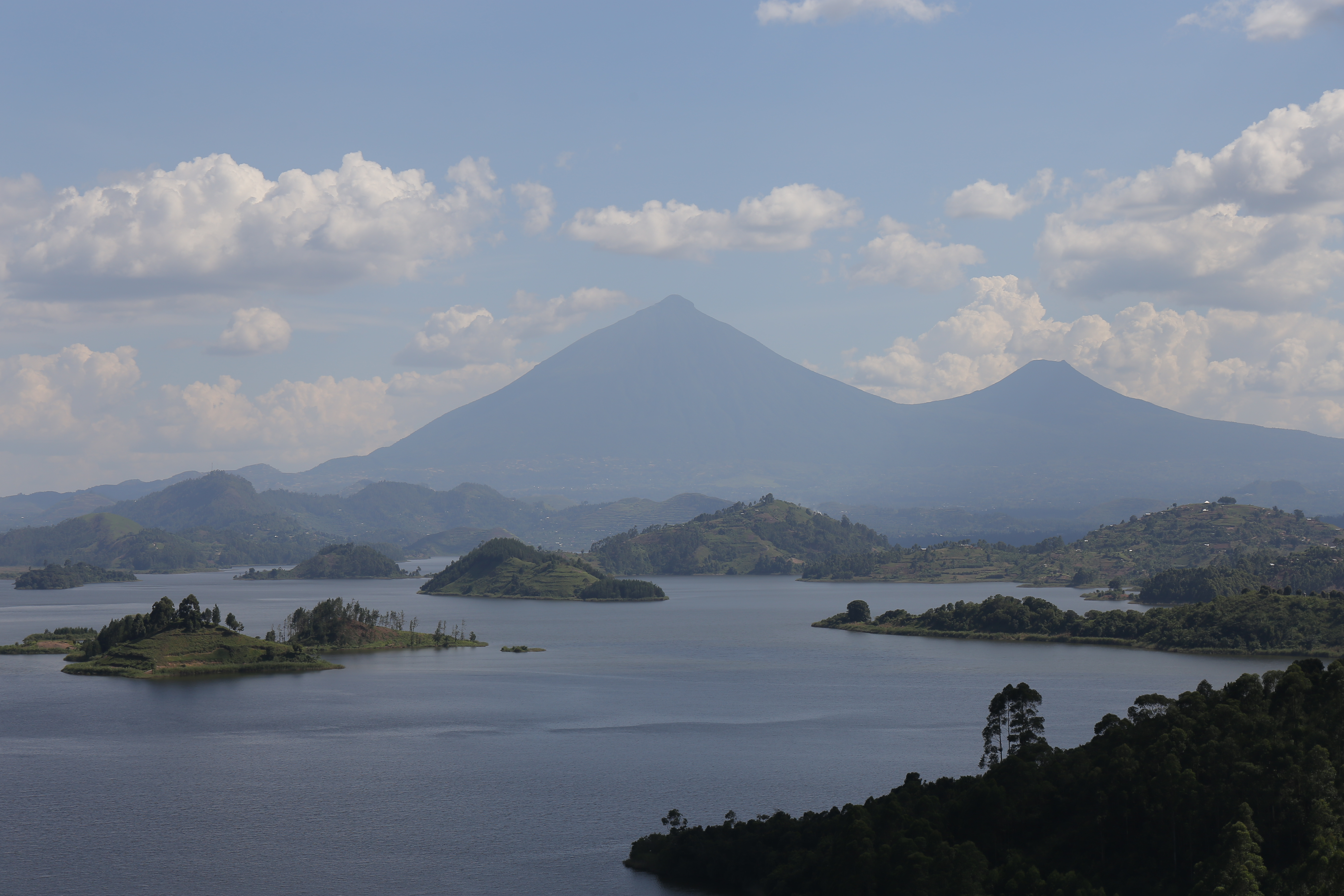
Einige Inseln des Mutandasees
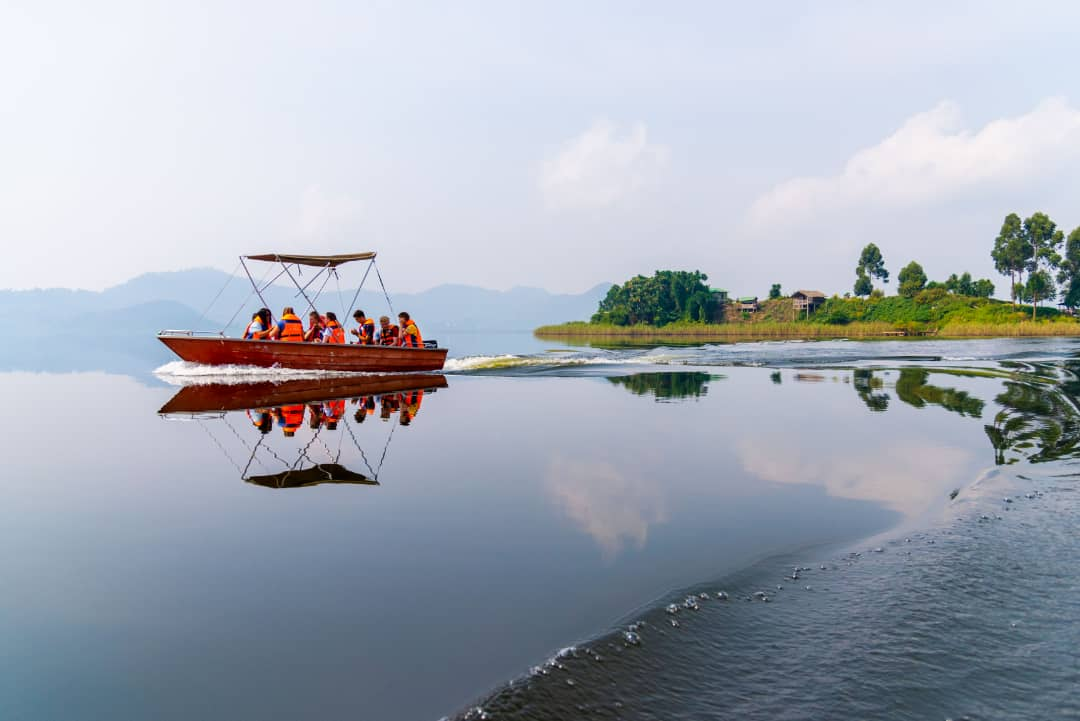
Boot mit Touristen

## Fauna

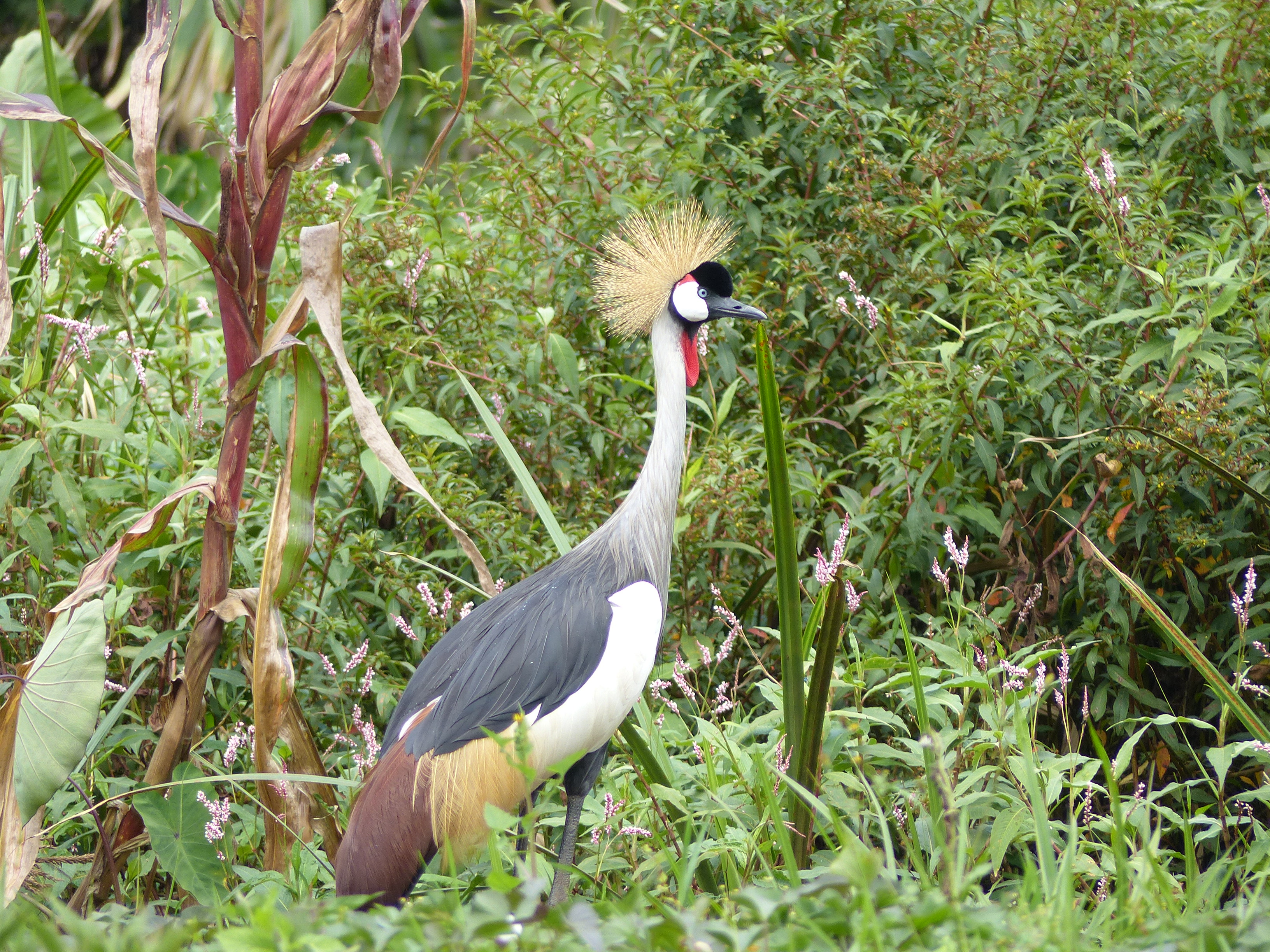
Ein Südafrika-Kronenkranich am Südostufer des Mutandasees

Im Vergleich zu anderen Seen in Uganda sind die Seen im Distrikt Kisoro, zu denen der Mutanda-, Mulehe-, Chahafi- und Kayumbusee zählen, eher arm an Zooplankton.
Ursprünglich kamen im Mutandasee Krokodile und Flusspferde vor, die jedoch durch menschlichen Einfluss verschwunden sind. Im See zu finden sind dagegen Pythons und als potentiell gefährdet eingestufte Kapotter.
Zudem sind Flusskrebse und Buntbarsche verbreitet. Um die Fischfauna anzureichern wurden ab 1939 immer wieder Fische dem Mutandasee hinzugefügt, so zum Beispiel 1960 der Schwarzbarsch. Dieser war jedoch bereits 1968 wieder verschwunden, wie auch 1977 der Karpfen. Stand 2015 zählte zur  Fischfauna der Zilles Buntbarsch, der Afrikanische Raubwels, Oreochromis leucostictus, Oreochromis niloticus, Clarias liocephalus und Barbus.
Zur Avifauna des Mutandasees zählen der Rötelpelikan, der Sichler, die Witwenstelze und der Graufischer.